# Bottini dell'olio
I Bottini dell'olio, a Livorno, costituiscono una delle più caratteristiche architetture del quartiere della Venezia Nuova.
In origine erano destinati al deposito dell'olio; in anni recenti hanno ospitato esposizioni periodiche e una sezione della Biblioteca Labronica.
Il piano terra fa parte del percorso espositivo del "Museo della Città".

## Storia
I Bottini dell'olio furono eretti nel 1705 in un'area ancora non urbanizzata della Venezia Nuova, tra il Forte San Pietro ed il Canale dei Navicelli.
Pochi decenni dopo, nel 1731, l'edificio fu ingrandito sotto la direzione di Giovanni del Fantasia e su disegno di Antonio Foggini.
Successivamente, con la costruzione di alcuni magazzini privati, i Bottini persero la loro importanza e furono utilizzati come deposito di determinati generi alimentari.
Inoltre, sul finire del XIX secolo, con l'interramento del vicino Canale dei Navicelli (attuale viale Caprera), la struttura fu privata di un collegamento diretto con il porto.
Durante la seconda guerra mondiale l'immobile fu danneggiato ed in seguito adibito al ricovero dei senzatetto; parallelamente, nel dopoguerra fu completamente isolato ad ovest per l'abbattimento delle adiacenti Case Pie, ad esclusione della piccola chiesa dell'Assunzione e di San Giuseppe.
L'edificio è stato restaurato una prima volta negli anni ottanta del Novecento ed in seguito divenne sede di una sezione della Biblioteca Labronica.
A partire dal 2013 sono stati avviati ulteriori lavori di restauro per farne sede del museo civico e ampliare i locali della biblioteca.

## Descrizione
Il palazzo dei Bottini dell'olio è un immobile dalla volumetria articolata, il cui fronte principale si eleva su due piani fuori terra.
Una lapide, in cui si ricordano le fasi della costruzione, è posta sul portone d'accesso al magazzino vero e proprio.
Il magazzino è costituito da un salone voltato, con pilastri tuscanici disposti su tre navate, dove un tempo erano ricavate quasi 300 vasche (i bottini) per il deposito dell'olio, per una capacità complessiva di circa 8.000 ettolitri; i mercanti sprovvisti di magazzini propri potevano depositare l'olio dietro il pagamento di una tassa mensile.
Il piano superiore, dove originariamente si trovavano gli alloggi per le maestranze del non distante arsenale, prima dell'ultimo restauro ospitava una sezione della Biblioteca Labronica destinata alle pubblicazioni successive al 1950.
La struttura, completamente rinnovata a partire dal 2013, è divenuta sede della "Biblioteca Comunale del Polo Culturale Bottini dell'Olio", posta al primo piano; inaugurata il 16 dicembre 2017, ospita una sezione di volumi pubblicati a partire dall'anno 2000.
Di poco successiva è l'inaugurazione del "Museo della Città", posto al piano terra dell'edificio.